# Dr. Meyer-Struckmann-Wissenschaftspreis
Der Dr. Meyer-Struckmann-Wissenschaftspreis wurde von 1998 bis 2012 jährlich für hervorragende wissenschaftliche Leistungen vergeben. Der nach Fritz Meyer-Struckmann benannte Preis war mit 15.000 Euro dotiert und wurde von der Brandenburgischen Technischen Universität Cottbus (BTU) verliehen. Die eingereichten Vorschläge aus dem Grundlagen- und Anwendungsbereich sollten einen Bezug zu den Kernthemen der Forschungen der BTU aufweisen: Regionaler Wandel und Landschaftsentwicklung, Leichtbau und Funktionsmaterialien, Wandlung, Übertragung und Nutzung von Energie, Fahrzeug- und Antriebstechnik, Informationstechnologie und Kommunikation, Modellierung und Simulation.
Bei der Auswahl der Leistung der Preisträger sollte der Praxisbezug besonders berücksichtigt werden. Die wissenschaftliche Leistung sollte in ihrer Bedeutung für die Grundlagenforschung und in ihrer Umsetzung für die praktische Anwendung erkennbar sein. Auf die Aktualität der Ergebnisse bzw. Lösungsansätze wurde besonderer Wert gelegt.
Die Heinrich-Heine-Universität Düsseldorf schreibt seit 2006 den Meyer-Struckmann-Preis für geistes- und sozialwissenschaftliche Forschung aus.

## Preisträger
- 1998 Ullrich Scherf (Max-Planck-Institut für Polymerforschung, Mainz)
- 1999 Wolf-Dieter Rau, Peter Schwander (IHP, Frankfurt/Oder)
- 2000 Ildiko-Camelia Tulbure (Institut für Technische Mechanik, TU Clausthal)
- 2001 Dierk Rolf Raabe (Max-Planck-Institut für Eisenforschung, Düsseldorf)
- 2002 Uwe Stöbener (Institut für Mechanik, Universität Stuttgart)
- 2003 Ralf Preuy, Eric Schneiderlöchner (Fraunhofer-Institut Solare Energiesysteme, Freiburg)
- 2004 Joachim Rudolph (Technische Universität Dresden)[1]
- 2005 Caroline Kramer (Geographisches Institut, Universität Heidelberg)
- 2006 Harald Tauchmann (Rheinisch-Westfälisches Institut für Wirtschaftsforschung)
- 2007 Hannah Bast (Max-Planck-Institut für Informatik, Saarbrücken)
- 2008 Kai Sundmacher (Max-Planck-Institut für Dynamik komplexer technischer Systeme, Magdeburg)
- 2009 Andreas Fischer (Technische Universität Dresden)[2]
- 2010 Björn Hof (Max-Planck-Institut für Dynamik und Selbstorganisation, Göttingen)
- 2011 Francesco Grilli (Karlsruher Institut für Technologie)
- 2012 (verliehen 2013) Christian Mayr (Technische Universität Dresden)[3]